# William Galiwango
William Galiwango (ur. 26 lutego 1961 w Kampali) – ugandyjski bokser wagi lekkopółśredniej, uczestnik Letnich Igrzysk Olimpijskich 1984.
W pierwszej rundzie spotkał się z Jamajczykiem Anthonym Rose'em, z którym wygrał 5-0. Jego następnym rywalem był Nigeryjczyk Charles Nwokolo, z którym przegrał 0-5.